# ان‌جی‌سی ۷۵۳۸
ان‌جی‌سی ۷۵۳۸ یک سحابی گسیلشی در صورت فلکی قیفاووس است. این سحابی تا زمین ۹٬۱۰۰ سال نوری فاصله دارد اندازه این سحابی ۳۰۰ برابر منظومه شمسی است. این سحابی در بازوی برساووش در کهکشان راه شیری قرار دارد.
این سحابی بیشتر در ناحیه فروسرخ نزدیک فعال است.